# Колпакова Ірина Олександрівна
Колпакова Ірина Олександрівна (22 травня 1935, за іншими даними — 22 травня 1933) — радянська балерина, Народна артистка СРСР (1965), Герой Соціалістичної Праці (1983), кавалер Ордена Леніна. Професор кафедри класичного танцю  Академії російського балету імені А. Я. Ваганової.

## Біографія
1951 року закінчила Ленінградське хореографічне училище (клас Агріппіни Ваганової) і вступила в балетну трупу Ленінградського театру опери та балету імені С. М. Кірова (нині Маріїнський театр), впродовж багатьох років була його примою-балериною. У 1990-х роках кілька сезонів працювала балетмейстером-репетитором Американського театру балету в Нью-Йорку.
Обиралася депутатом Верховної Ради СРСР (1974—1979). Указом Президента РФ в 1996 році за видатний внесок у розвиток вітчизняного мистецтва Колпакової була встановлена Президентська пенсія.
Проживає в Толстовському будинку.

## Фільмографія

### Художні фільми
1. 1958 — Шопеніана (телеспектакль)
2. 1960 — Хореографічні мініатюри (фільм-балет) (телеспектакль)
3. 1970 — Пані і хуліган (телеспектакль)
4. 1970 — Один з нас — Кітрі в партії з балету «Дон Кіхот»
5. 1982 — Будинок біля дороги (телеспектакль) жінка
6. 1984 — Сильфіда (фільм-балет) (телеспектакль) — Сильфіда (головна роль)

### Документальні фільми
1. 1986 — Агрипина Ваганова